# Csi (kana)
A hiragana ち, katakana チ, Hepburn-átírással: chi, magyaros átírással: csi japán kana. A hiragana a 知 kandzsiból származik, a katakana pedig a 千 kandzsiból. A godzsúonban (a kanák sorrendje, kb. „ábécérend”) a 17. helyen áll. A ち Unicode kódja U+3061, a チ kódja U+30C1. A dakutennel módosított alakok (hiragana ぢ, katakana ヂ) átírása dzsi, kiejtése [d͡ʑi], azonban ezek az alakok meglehetősen ritkák a japán nyelvben, a dzsi szótag írására a じ kanát használják inkább.
Sok olyan hangutánzó szó kezdődik a csi kanával, melyek kicsi vagy gyors dolgokra utalnak.
|            | Hepburn és magyaros | Hiragana (Unicode) | Katakana    |
| ---------- | ------------------- | ------------------ | ----------- |
| Alapalak   | chi csi             | ち (U+3061)        | チ (U+30C1) |
| Dakutennel | da                  | だ (U+3062)        | ダ (U+30C2) |

## Vonássorrend
|  |  |
|  |  |